# چشمه‌سفید شاهمراد
چشمه‌سفید شاهمراد یا چشمه‌سفید روستایی در دهستان هفت آشیان بخش کوزران شهرستان کرمانشاه استان کرمانشاه ایران است.

## جمعیت
بر پایه سرشماری عمومی نفوس و مسکن در سال ۱۳۹۵ جمعیت این روستا ۱۶ نفر (۶خانوار) بوده‌است.